# 오스카 찰스턴
오스카 맥킨리 찰스턴(Oscar McKinley Charleston, 1896년 10월 14일 ~ 1954년 10월 5일)은 미국의  프로 야구 선수이자 감독으로, 43년 간의 야구 커리어를 니그로 리그 베이스볼에서 보냈다. 1930년대 니그로 리그를 이끌던 홈스테드 그레이스나 피츠버그 크로퍼즈 등을 포함해 열 개가 넘는 팀에서 선수로 뛰었으며 그 중에는 동시에 팀의 감독을 맡은 기간도 있었다. 또한 아홉 번의 겨울 시즌을 쿠바의 리그에서 보냈으며, 백인 메이저 리그 선수들과의 시범 경기에도 자주 뛰었다. 1976년 미국 야구 명예의 전당에 헌액되었다.